# Xintiandi

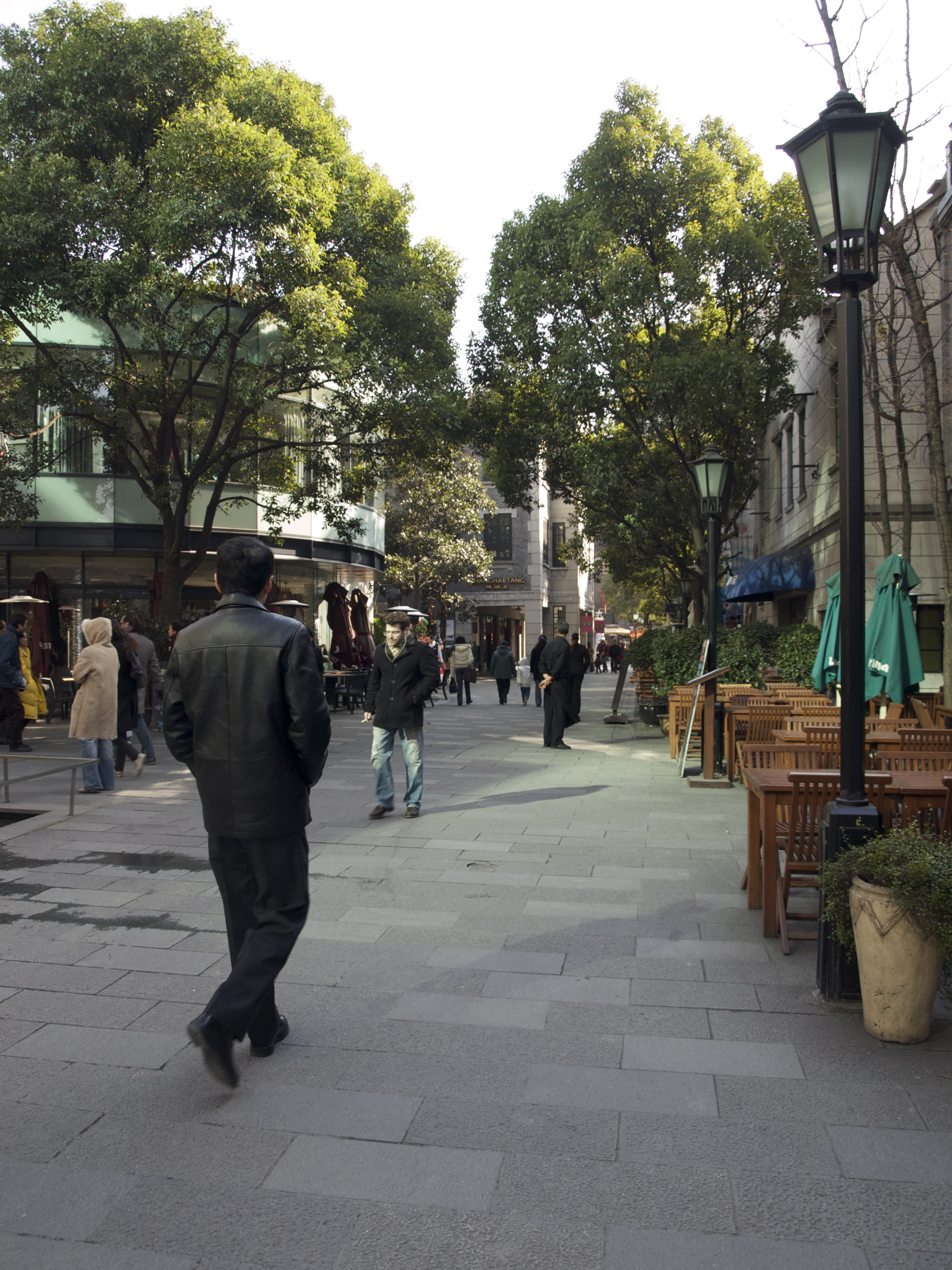
Vista de Xintiandi

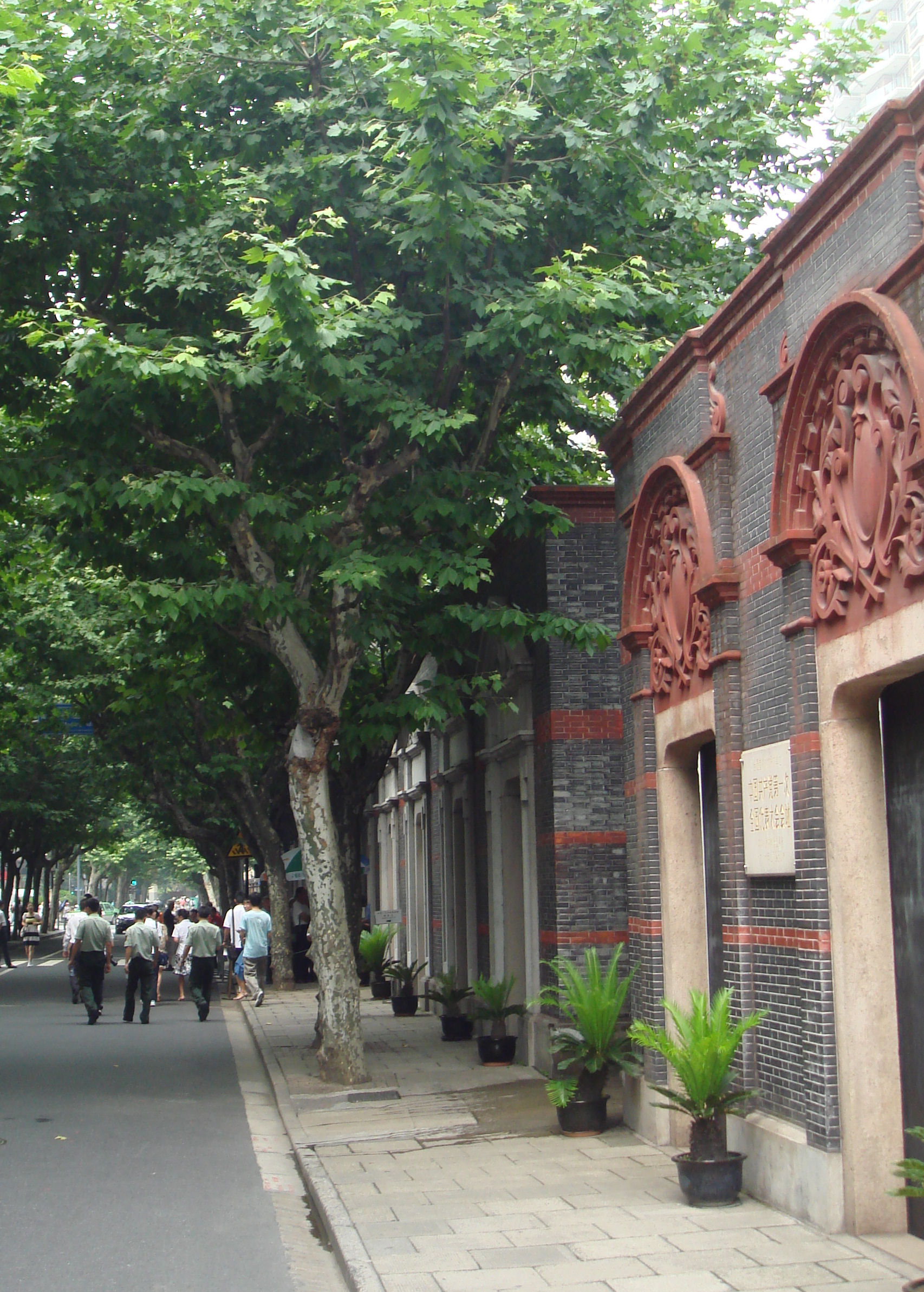
Situación del primer Congreso del Partido Comunista de China en julio de 1921, Xintiandi.

Xintiandi (en chino, 新天地; pinyin, Xīntiāndì; literalmente, ‘Nuevo Cielo y Tierra’) es una zona peatonal de tiendas, restaurantes y ocio situada en Shanghái, China. Se compone de una zona de shikumens tradicionales de mediados del siglo XIX reconstruidos en callejones estrechos y algunas casas adosadas que ahora funcionan como librerías, cafeterías, restaurantes y centros comerciales. La mayoría de las cafeterías y restaurantes contienen asientos en el interior y exterior. Xintiandi tiene una activa vida nocturna en días laborables así como en fines de semana, aunque los ambientes románticos son más frecuentes que la música fuerte y los lugares de baile. Se considera uno de los primeros lifestyle centers de China.
En Xintiandi se sitúa el primer congreso del Partido Comunista de China, ahora conservado en el Museo del Primer Congreso Nacional del Partido Comunista Chino. También está cerca el Gobierno provisional de la República de Corea cuando Corea era una colonia de Japón.

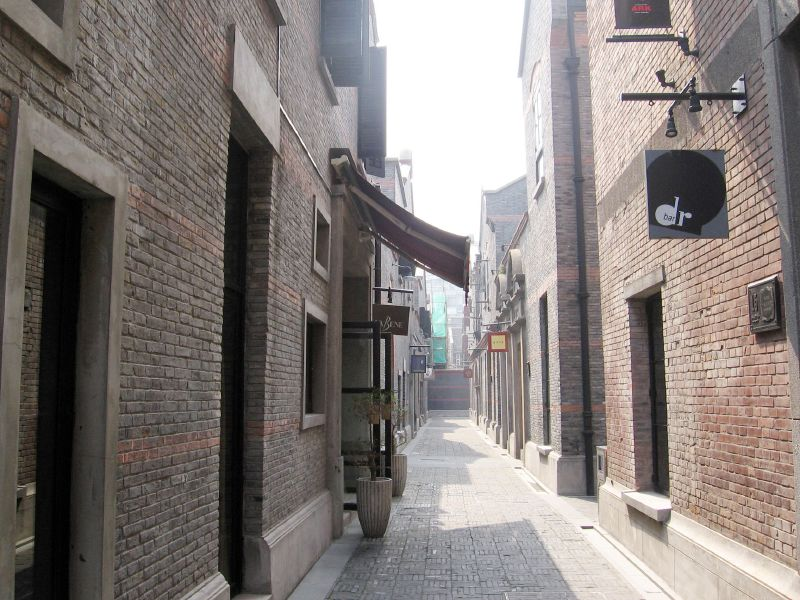
Un callejón de shikumens renovados en Xintiandi

## Renovación
La zona fue promovida por Shui On Land durante la renovación de sus alrededores. Algunas casas de Xintiandi estaban entonces restringidas (y no fueron renovadas, al contrario de la versión oficial del gobierno y la inmobiliaria), para contener una galería de arte, cafeterías y restaurantes. Muchos recorridos turísticos nacionales y extranjeros visitan Xintiandi como una de las principales atracciones de Shanghái.
La renovación de Xintiandi fue diseñada por Benjamin T. Wood y Nikken Sekkei International. Esta renovación urbana se considera uno de los primeros ejemplos de placemaking en China.)
Esta renovación desplazó a 3500 familias de Shanghái.

## Transporte
Las estaciones más cerca de Xintiandi son South Huangpi Road (en la Línea 1), y Xintiandi (en la Línea 10).